# Paul Scholes
Paul Scholes (* 16. November 1974 in Salford, Greater Manchester) ist ein ehemaliger englischer Fußballspieler und aktueller -trainer. Scholes spielte seine gesamte Karriere ausschließlich bei Manchester United, mit insgesamt über 700 Einsätzen ist er der Spieler mit den drittmeisten Einsätzen für den Verein.
Der Mittelfeldspieler begann seine Karriere 1991 bei Manchester United und gehörte von 1994 an bis 2011 ununterbrochen dem Profikader dieses Vereins an. Am 31. Mai 2011 gab Scholes sein Karriereende bekannt, gab jedoch noch während der folgenden Saison am 8. Januar 2012 sein Comeback im FA Cup gegen Manchester City und beendete seine Karriere schließlich zum Saisonende im Mai 2013. Er gewann elf englische Meisterschaften, drei FA-Cup-Trophäen, zwei Ligapokalausgaben sowie in den Jahren 1999 und 2008 die Champions League. Für die englische Nationalmannschaft schoss er in 66 Länderspielen zwischen 1997 und 2004 14 Tore und nahm an jeweils zwei Welt- (1998, 2002) und Europameisterschaftsendrunden (2000, 2004) teil.
Mit überdurchschnittlichen technischen Fähigkeiten, großer Beweglichkeit und Passsicherheit galt Scholes als einer der besten Premier-League-Spieler seiner Zeit; durch sein körperbetontes Spiel ist er zudem einer der am häufigsten verwarnten Akteure. Außerhalb des Platzes galt Scholes als zurückhaltend und bescheiden. Von Mitspielern und Trainern wurde ihm häufig eine vorbildliche und professionelle Berufseinstellung nachgesagt.

## Die frühen Jahre
Paul Scholes wurde im Hope Hospital in Salford geboren. Als er 18 Monate alt war, zogen seine Eltern mit ihm nach Langley, wo er die Grundschule St. Mary's besuchte. Seine erste Fußballmannschaft hieß Langley Furrow, aber die größten Fortschritte machte er in seinem Schulteam, das sich als sehr leistungsfähig erwies. Er besuchte anschließend die weiterführende Schule Cardinal Langley RC High School in Middleton, wo Scholes neben dem Fußball- auch den Cricketsport kennenlernte.
Entdeckt wurde die sportliche Begabung von Scholes, nachdem dieser begonnen hatte, regelmäßig die Fußballschule in Oldham zu besuchen. Brian Kidd war zu dieser Zeit als Jugendtrainer von Manchester United beschäftigt und nahm ihn in die Nachwuchsabteilung auf, in der Scholes dann auf weitere Talente wie Nicky Butt, Ryan Giggs, David Beckham sowie Gary und Phil Neville traf.
Paul Scholes unterschrieb nach Beendigung der Schule im Sommer 1991 seinen ersten Ausbildungsvertrag bei „United“. Am Gewinn des FA Youth Cups im Jahr 1992 hatte der noch sehr klein und schmächtig wirkende Neuling keinen Anteil, aber ein Jahr später fand er sich in der Finalmannschaft wieder, die gegen Leeds United unterlag.

## Profikarriere

### Im Verein

#### Die ersten Profijahre als Stürmer (1993–1997)
Scholes wurde im Jahr 1993 in den Profikader übernommen. Zu seinen ersten Einsätzen in der ersten „Mannschaft“ kam er jedoch erst zu Beginn der Saison 1994/95. Drei Tage nach dem Debüt im Ligapokal gegen Port Vale, bei dem er gleich zweifach zum 2:1-Sieg traf, feierte er am 24. September 1994 gegen Ipswich Town seinen Einstand in der Premier League. Dieser ging zwar trotz eines weiteren Tors mit 2:3 verloren, aber Scholes war nun im erweiterten Kreis der „Red Devils“. Im Gegensatz zu seiner späteren Rolle als Kreativspieler im zentralen Mittelfeld war Scholes in dieser frühen Zeit aufgrund seiner Torgefährlichkeit häufig im Angriffszentrum zu finden. Dabei diente er bei einem Großteil seiner 17 Ligaeinsätze in der Spielzeit 1994/95 über Einwechslungen als „Joker“. Sportlich musste sich Scholes mit jeweils zweiten Plätzen in der englischen Meisterschaft (hinter den Blackburn Rovers) und im FA Cup (Finalniederlage gegen den FC Everton) zufriedengeben. Dabei hatte er vor allem bei der 0:1-Niederlage gegen Everton nach seiner Einwechslung zwei gute Gelegenheiten zum Ausgleich.
Aufgrund konstanter Leistungen und des Umstandes, dass mit Éric Cantona (Suspendierung) und Mark Hughes (Wechsel zum FC Chelsea) zwei Stürmer nicht (mehr) zur Verfügung standen, kam Scholes an der Seite des neu verpflichteten Andrew Cole in der Saison 1995/96 zu regelmäßigen Einsätzen. Er schoss vierzehn Pflichtspieltreffer und gewann mit dem „Double“ aus englischer Meisterschaft und Pokal seine ersten Vereinstrophäen. Einen Stammplatz hatte er sich damit jedoch noch nicht erkämpfen können und obwohl er im Jahr darauf erneut die Premier League gewann, waren seine Einsatzmöglichkeiten beschränkt – nur drei Tore in 16 Ligapartien der Spielzeit 1996/97 belegen dies.

#### Gewinn des Triples und weitere Erfolge (1997–2005)
Der Schlüssel für seine fortan positive sportliche Entwicklung war, dass ihn Trainer Alex Ferguson in der Saison 1997/98 nach dem verletzungsbedingten Ausfall von Roy Keane ins Mittelfeld zurückzog. Zwar brachte die Spielzeit keine Titel mit sich, aber in der folgenden Saison 1998/99 schwang sich das United-Team mit Scholes im „Schaltzentrum“ zu großen Erfolgen auf. Neben dem abermaligen Gewinn der englischen Meisterschaft schoss er im siegreichen FA-Cup-Finale gegen Newcastle United (2:0) ein Tor und vor allem in der Champions League war ein wichtiger Faktor bis zum Erreichen des Endspiels. Beim 2:1 im Finale gegen den FC Bayern München musste Scholes jedoch zusehen, da er im Halbfinalrückspiel gegen Juventus Turin seine zweite gelbe Karte gesehen hatte und somit gesperrt war.
In den beiden folgenden Jahren 2000 und 2001 verteidigte Scholes mit United den englischen Meistertitel – mittlerweile die vierte und fünfte Ausgabe in seiner Sammlung –, bis dann die Verpflichtung des argentinischen Nationalspielers Juan Sebastián Verón für Veränderungen im Mittelfeld sorgte. Um ihn mit Verón in einer Mannschaft gemeinsam unterbringen zu können, bot ihn Ferguson häufig alternativ als zurückhängende Spitze im 4-4-1-1-System hinter Ruud van Nistelrooy auf, während sich hinter ihm Verón und Roy Keane im zentralen Mittelfeld wiederum in der Spielgestaltung versuchten. In Europapokalauswärtspartien durfte Scholes oft im bevorzugten Mittelfeld antreten, aber das derart gestaltete Wechselspiel sorgte dafür, dass sich sowohl Scholes formschwach zeigte als auch United ohne Titel blieb.
In der nächsten Meisterschaftssaison 2002/03 kehrte Scholes zu sportlichen Höchstleistungen zurück, kam mit 20 Pflichtspieltreffern zu seiner bis dahin besten Ausbeute und ein Jahr später – Verón hatte den Klub zwischenzeitlich wieder verlassen – folgte der dritte FA-Cup-Erfolg, zu dem er insgesamt vier Tore beisteuerte. Die Verteidigung des englischen Pokals misslang 2005, vor allem auch deswegen, weil Jens Lehmann vom FC Arsenal seinen Strafstoß im Elfmeterschießen gehalten hatte.

#### Zweite Erfolgsphase und Rücktritt (2005–2011)
Während nahezu der gesamten Rückrunde der Saison 2005/06 fehlte Scholes der Mannschaft. Schuld daran war eine Augenkrankheit, die die Sicht von Scholes, bei dem zusätzlich im Alter von 21 Jahren bereits Asthma festgestellt worden war, einschränkte und die Fortsetzung der Karriere ernsthaft gefährdete – eine Befürchtung, die sich nicht bewahrheitete, aber das Sehvermögen blieb auch in der Folgezeit mit einer leichten Unschärfe getrübt.
Nach einer titellosen Zeit von drei Jahren gewann Scholes mit United in der Saison 2006/07 erneut die englische Meisterschaft. Dabei hatte er am 22. Oktober 2006 in der Partie gegen den FC Liverpool sein 500. Pflichtspiel für Manchester United bestritten, was vor ihm nur acht anderen Akteuren gelungen war. Ebenfalls erwähnenswert waren zwei Hinausstellungen innerhalb von nur gut einem Monat. Nach einem Foul gegen Xabi Alonso beim 1:0-Auswärtssieg gegen Liverpool am 3. April 2007 sah er Viertelfinalhinspiel gegen den AS Rom erneut die rote Karte. Der Premier-League-Erfolg war der Beginn einer Serie von drei Meistertiteln in Folge und obwohl Scholes in der Frühphase der Saison 2007/08 mit einem Kreuzbandschaden für drei Monate ausfiel, brachte diese Spielzeit den größten Triumph in seiner Karriere. Bei seinem 100. Champions-League-Auftritt hielt er im Halbfinalhinspiel ein 0:0 beim FC Barcelona und schoss im Rückspiel das einzige Tor, das seinen Klub ins Endspiel manövrierte. Im Gegensatz zu seiner Gelbsperre neun Jahre zuvor, bestritt er nun auch das Endspiel, in dem er sich jedoch eine Verletzung zuzog und vor der Entscheidung im Elfmeterschießen durch Ryan Giggs ersetzt wurde – hier war Manchester United gegen den FC Chelsea erfolgreich.
Im August 2008 handelte er sich im Super Cup gegen Zenit Sankt Petersburg (1:2) aufgrund absichtlichen Handspiels eine gelb-rote Karte in der Schlussphase ein; zwei weitere Feldverweise folgten im Jahr 2009. Deutlich positivere Schlagzeilen bereitete ihm die Aufnahme in die englische Football Hall of Fame und der bereits 600. Einsatz für United beim 2:0-Sieg gegen den FC Portsmouth im April 2009. Ein weiterer interessanter Meilenstein war für den Mittelfeldspieler, der 2009 und 2010 erst seine ersten beiden Ligapokaltrophäen gewann, am 6. März 2010 gegen die Wolverhampton Wanderers (1:0) das Erreichen der 100-Tore-Marke in der Premier League.
Am 31. Mai 2011 beendete Scholes vorerst seine Karriere.

#### Comeback (2012–2013)
Am 7. Januar 2012 gab Scholes sein Comeback bei Manchester United bekannt und übernahm die Rückennummer 22. Am 8. Januar bestritt er im FA Cup gegen Manchester City erstmals wieder ein Pflichtspiel. Eine Woche später schoss er in seinem ersten Ligaspiel nach dem Comeback das erste Tor beim 3:0-Heimsieg gegen die Bolton Wanderers. Im Mai 2012 verlängerte Scholes seinen Vertrag bei Manchester United um ein weiteres Jahr bis 2013. Mit dem Meistertitel in der Saison 2012/13 und 718 Pflichtspielen für United, beendete er seine Karriere.

### Nationalmannschaft
Den ersten internationalen Erfolg errang Scholes 1993 mit der englischen U-18-Nationalmannschaft, als er an der Seite von Spielern wie Gary Neville und Toptorjäger Robbie Fowler nach einem 1:0-Finalsieg gegen die Türkei in Nottingham die U-18-Europameisterschaft gewann.
Knapp vier Jahre später debütierte er am 24. Mai 1997 im heimischen Old-Trafford-Stadion als Einwechselspieler gegen Südafrika (2:1) für die englische A-Nationalmannschaft. Elf Tage danach schoss er bei seinem ersten Einsatz von Beginn an gegen Italien den Treffer zum 2:0-Endstand und im Gleichschritt mit der zunehmenden Bedeutung im Mittelfeld von Manchester United eroberte sich Scholes auch bei den „Three Lions“ einen Stammplatz, was sich darin äußerte, dass ihn Trainer Glenn Hoddle in allen vier Partien der Weltmeisterschaft 1998 in Frankreich als offensiven Mittelfeldspieler im 3-4-1-2-System hinter den beiden Spitzen Alan Shearer und Teddy Sheringham bzw. Michael Owen agieren ließ. Dazu gelang ihm in der Auftaktpartie gegen Tunesien ein Tor zum 2:0-Sieg.
Im März 1999 erzielte Scholes in einem EM-Qualifikationsspiel alle drei Tore zum 3:1-Heimsieg gegen Polen und im November desselben Jahres waren seine beiden Treffer zum 2:0-Auswärtssieg gegen Schottland vorentscheidend für den Play-off-Erfolg. Wenngleich die Euro 2000 in Belgien und den Niederlanden mit einem enttäuschenden Vorrundenaus endete, hatte er seinen zunehmenden Status in der Mannschaft auch unter der Leitung von Kevin Keegan untermauert und im Vierermittelfeld die Stammposition neben David Beckham, Paul Ince und Dennis Wise/Steve McManaman behauptet. Wie zwei Jahre zuvor, hatte er auch hier im ersten Gruppenspiel getroffen; sein 1:0-Führungstreffer reichte jedoch nicht, da England gegen Portugal noch mit 2:3 verlor. Bei der WM 2002 in Japan und Südkorea blieb Scholes auch unter Sven-Göran Eriksson „erste Wahl“ im Mittelfeldzentrum, das er in vier von fünf Partien mit Vereinskollege Nicky Butt bildete. Erst mit dem Aufkommen von Frank Lampard und Steven Gerrard, die beide die zentrale Mittelfeldposition zunehmend beanspruchten, neigte sich Scholes’ Nationalmannschaftslaufbahn dem Ende entgegen. Zwischen Juni 2001 und 2004 blieb er drei Jahre lang ohne eigenes Tor und nachdem er bei der Euro 2004 in allen vier Partien ausgewechselt worden war – gegen Gastgeber Portugal gar nach nur 57 Minuten – verkündete der von Lampard auf die ungewohnte linke Mittelfeldposition verdrängte Scholes im August 2004 nach 66 Spielen und 14 Toren seinen Rücktritt aus der Nationalelf. Offiziell gab er an, sich mehr um die Familie kümmern und auf seine Vereinskarriere konzentrieren zu wollen.
Spekulationen nach Erikssons Rücktritt im Juli 2006 in Bezug auf ein Comeback unter Steve McClaren zerschlugen sich ebenso, wie knapp vier Jahre später Gedankenspiele im Vorfeld der WM 2010 in Südafrika unter Trainer Fabio Capello. Im zuletzt genannten Fall lehnte der grundsätzlich verfügbare Scholes die Rückkehr mit dem Hinweis auf das zu kurzfristig geäußerte Interesse ab.

## Vereinseigentümer & Trainerkarriere
Im März 2014 kaufte sich Scholes mit seinen ehemaligen Vereinskollegen, der „Class of 92“, Ryan Giggs, Nicky Butt, sowie den Brüdern Gary und Phil Neville den Northern-Premier-League-Verein Salford City. Scholes agiert seit dem Kauf als CEO des Vereines. Gemeinsam mit Phil Neville betreute er im Januar 2015 Salford City als Interimstrainer für eine Partie. Nach drei Aufstiegen spielt der Verein seit der Saison 2018/19 in der National League, der fünfthöchsten englischen Spielklasse.
Im Februar 2019 übernahm Scholes den Trainerposten beim Viertligisten Oldham Athletic. Hierzu legte er sein Amt als Direktor bei Salford City nieder, behielt aber seine Vereinsanteile. Bereits einen Monat später trat von seinem Trainerposten wieder zurück.
Nach der Entlassung von Graham Alexander im Oktober 2020 übernahm Scholes erneut interimistisch den Trainerposten bei Salford City.

## Titel und Auszeichnungen

### Verein
International
- Champions-League-Sieger (2): 1999, 2008
- Klub-Weltmeister: 2008
- Weltpokalsieger: 1999

National
- Englischer Meister (11): 1996, 1997, 1999, 2000, 2001, 2003, 2007, 2008, 2009, 2011, 2013
- Englischer Pokalsieger (3): 1996, 1999, 2004
- Englischer Ligapokalsieger (2): 2009, 2010
- Englischer Supercupsieger (5): 1996, 1997, 2003, 2008, 2010

### Nationalmannschaft
- U18-Europameister: 1993

### Auszeichnungen
- Premier League Player of the Month (4): Januar 2003, Dezember 2003, Oktober 2006, August 2010
- Mitglied des PFA Team of the Year (2): 2003, 2007
- Aufnahme in die English Football Hall of Fame: 2008
- Aufnahme in die Hall of Fame der Premier League: 2022